# Emanuele Sella
Emanuele Sella (Vicenza, Vèneto, 9 de gener de 1981) és un ciclista italià, professional des del 2004 fins al 2015.
Excel·lent escalador, en el seu palmarès destaquen 4 etapes del Giro d'Itàlia, tres d'elles el 2008, així com la classificació de la muntanya d'aquesta mateixa edició.
El 5 d'agost de 2008 es va saber que havia donat positiu per CERA (EPO de tercera generació. El dia 7 el CONI el va suspendre temporalment. Un dia després va admetre els fets, renunciant a la contraanàlisi. Durant el judici davant el CONI, a més de confessar el seu dopatge, assenyalà al seu company d'equip Matteo Priamo com la persona que li facilità les substàncies dopants. El CONI sancionà Sella amb un any de suspensió, en ser-li rebaixada la sanció habitual de dos anys per la seva col·laboració, mentre que Priamo, per a qui la fiscalia demanava quatre anys de suspensió, fou absolt en no lligar les dates de les acusacions contra ell.
El 2009 tornà a la competició, destacant, a partir d'aquell moment, una victòria d'etapa al Cinturó de l'Empordà de 2009 i la Setmana Internacional de Coppi i Bartali del 2011.

## Palmarès
- 2002
  - Vencedor d'una etapa del Giro de la Vall d'Aosta
- 2003
  - 1r al Trofeu Alcide Degasperi
  - 1r al Trofeu Adolfo Leoni
  - Vencedor de 3 etapes del Giro de la Vall d'Aosta
- 2004
  - 1r al Trofeu Ciutat de Castelfidardo
  - Vencedor d'una etapa del Giro d'Itàlia
- 2005
  - 1r al Brixia Tour i vencedor d'una etapa
- 2007
  - Vencedor d'una etapa del Brixia Tour
- 2008
  - Vencedor de 3 etapes al Giro d'Itàlia i  1r del Gran Premi de la Muntanya
  - Vencedor d'una etapa de la Setmana Internacional de Coppi i Bartali
- 2009
  - Vencedor d'una etapa del Cinturó de l'Empordà
- 2011
  - 1r a la Setmana Internacional de Coppi i Bartali i vencedor d'una etapa
- 2012
  - 1r a la Coppa Agostoni
  - 1r al Gran Premi de la Indústria i el Comerç de Prato

### Resultats al Giro d'Itàlia
- 2004. 12è de la classificació general. Vencedor d'una etapa
- 2005. 10è de la classificació general
- 2006. 26è de la classificació general
- 2007. 11è de la classificació general
- 2008. 6è de la classificació general. Vencedor de 3 etapes.  1r del Gran Premi de la Muntanya i de la Combativitat
- 2011. 35è de la classificació general
- 2012. 45è de la classificació general
- 2013. 58è de la classificació general
- 2014. 63è de la classificació general